# Tragia plumieri
Tragia plumieri là một loài thực vật có hoa trong họ Đại kích. Loài này được Lourteig miêu tả khoa học đầu tiên năm 1990.